# Newtownards

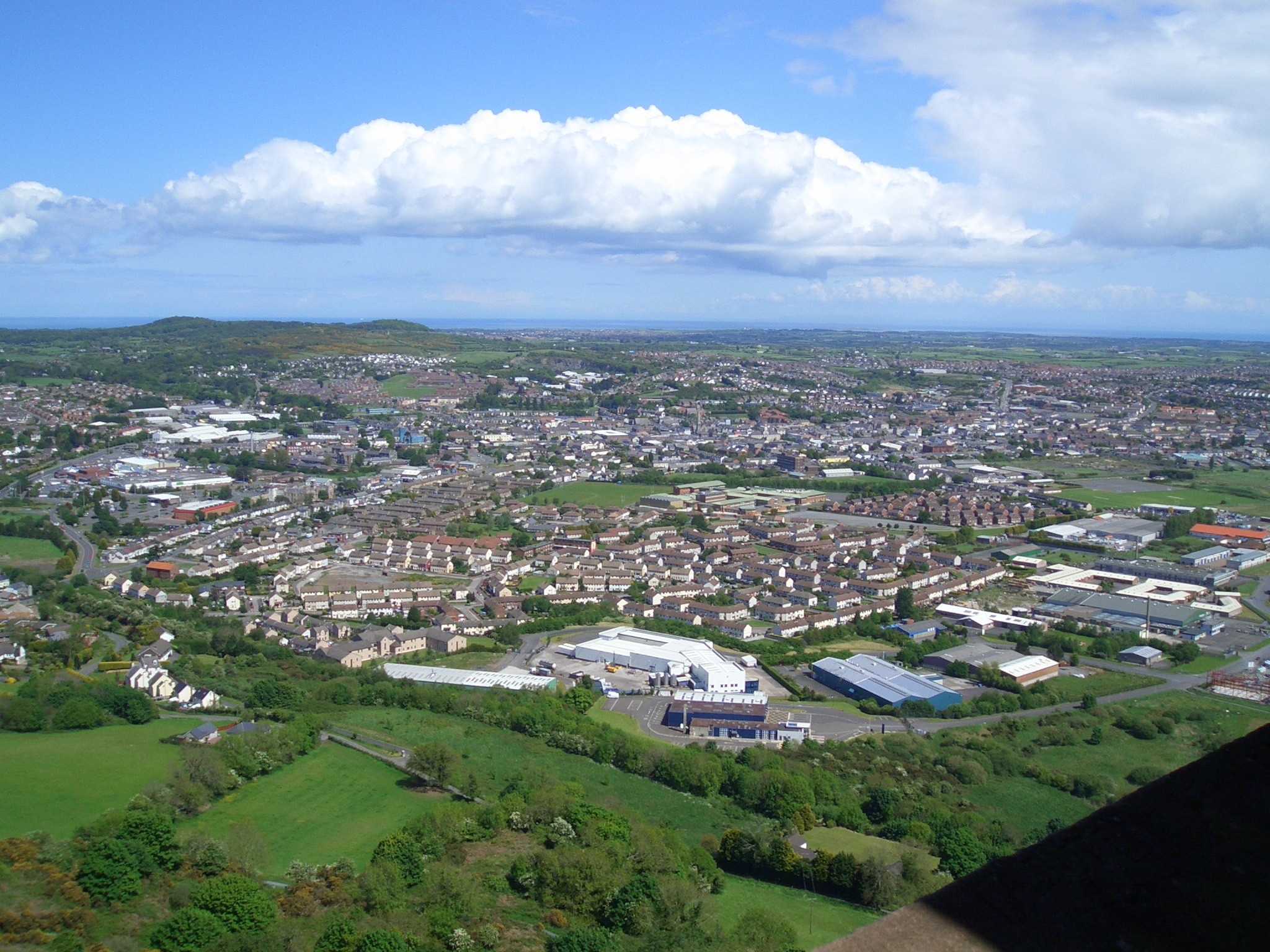
Blick vom Scrabo Tower auf die Stadt

Newtownards (irisch Baile Nua na hArda) ist eine nordirische Stadt, die in der historischen Grafschaft Down auf der Ards-Halbinsel liegt. Von 1973 bis zu seiner Auflösung 2015 war der Ort Verwaltungssitz des Districts Ards, jetzt Teil des Distrikts Ards and North Down. 

## Geschichte
Im Jahr 540 wurde auf dem heutigen Siedlungsgebiet das Kloster Movilla Abbey gegründet. Im 13. Jahrhundert wurde der Ort von den Normannen besiedelt, aber im 16. Jahrhundert aufgegeben. Unter Hugh Montgomery, 1st Viscount Montgomery, dem das Land 1605 zukam, begann die erneute Besiedlung, die durch Zuwanderung aus Schottland rasch voranschritt. Nachdem mit dem Bau einer Eisenbahnstrecke durch die Belfast and County Down Railway 1850 eine enge Verbindung mit Belfast geschaffen wurde, blühte der Ort auf. Mittlerweile wohnen hier etliche Pendler, die in der nordirischen Hauptstadt arbeiten.
1973 wurden in Nordirland die traditionellen Grafschaften aufgehoben und 26 Districts eingerichtet, Newtownards wurde dabei Hauptstadt des neu geschaffenen Districts Ards. Zum 1. April 2015 trat eine Neugliederung der Verwaltung in Nordirland in Kraft, bei der die Anzahl der Districts auf elf reduziert wurde. Dabei wurde Ards mit North Down zu Ards and North Down zusammengefasst, im Status eines Boroughs wird dieser mit Sitz in Bangor verwaltet.

## Sport
Newtownards ist die Heimatstadt zweier überregional bekannter Sportvereine.
Der 1928 gegründete Rugbyklub Ards RFC spielte lange Zeit nur auf regionaler Ebene, bis die Mannschaft Ende der 1970er Jahre Aufnahme in die Ulster Senior League fand. In der höchsten Spielklasse gewann sie 1984 den Meistertitel, zudem gelangen zwei Pokalsiege. Mitte der 1990er Jahre stieg der Klub als Folge finanzieller Probleme aus der Spielklasse ab.
Der bereits 1900 gegründete Fußballclub Ards FC ist Mitglied der Northern Ireland Football League. Der Club gewann 1958 den nordirischen Meistertitel; 1927, 1952, 1969 und 1974 war man nordirischer Pokalsieger. Seine Heimspiele trägt das Team in Bangor im Clandeboye Park aus.
Zeitweise wurden zudem auf der Gemarkung des Ortes Motorsportrennen ausgetragen, darunter zwischen 1928 und 1936 der Wettbewerb um die RAC Tourist Trophy (u. a. mit Rudolf Caracciola auf Mercedes-Benz SSK als Sieger 1929).

## Berühmte Töchter und Söhne
- Harry Cavan (1915–2000), Fußballfunktionär
- Robert Blair „Paddy“ Mayne (1915–1955), Offizier und Gründungsmitglied des Special Air Service (SAS)
- Mark Francis (* 1962), Maler
- Celia de Fréine (* 1948), Schriftstellerin
- Eddie Irvine (* 1965), Motorsportler
- Martyn Irvine (* 1985), Radsportler
- Kerry O’Flaherty (* 1981), Leichtathletin
- Eric Trevorrow (1926–2015), Fußballspieler
- Ricky Warwick (* 1966), Musiker